# Australosepsis frontalis
Australosepsis frontalis är en tvåvingeart som först beskrevs av Walker 1860.  Australosepsis frontalis ingår i släktet Australosepsis och familjen svängflugor. Inga underarter finns listade i Catalogue of Life.